# Jorge Ramírez (football, 1975)
Pour les articles homonymes, voir Jorge Ramírez.
Jorge Ramírez, de son nom complet Jorge Eduardo Ramírez Tabacchi, est un footballeur péruvien, né le 7 septembre 1975 à Lima (Pérou). 
Plus connu sous le surnom de Loverita, il évoluait au poste d'attaquant. Outre son pays natal, il a également joué au Mexique, en Grèce, en Tunisie, à Chypre et à Porto Rico.

## Biographie

### Carrière en club
Grand espoir du football péruvien, Jorge Loverita Ramírez fait ses débuts à l'Alianza Lima en 1993. Il y marque 15 buts entre 1995 et 1996 mais connaît un long coup d'arrêt. Il ne marquerait plus jamais de but au sein de l'Alianza Lima, club où il reviendrait pourtant en 1998. Entretemps, il s'expatrie à l'étranger afin de jouer au Tampico Madero (Mexique) en 1997 puis au Skoda Xanthi (Grèce) l'année suivante. 
De retour au Pérou, après quelques expériences peu concluantes au Sporting Cristal, Unión Minas et Alianza Atlético entre 1997 et 2000, il revient au premier plan avec le Deportivo Wanka où il devient le meilleur buteur du championnat du Pérou 2001, avec 21 buts marqués. 
Il s'expatrie une troisième fois, cette fois-ci en Tunisie à l'Espérance de Tunis (champion en 2002). Rapidement revenu au Pérou, il s'engage avec le Coronel Bolognesi entre 2002 et 2004 où il a l'occasion d'être dirigé par Jorge Sampaoli. 
Après une pige en 2005 au Sporting Cristal, il connaît une quatrième expérience à l'étranger lorsqu'il signe à l'Olympiakos Nicosie (Chypre) en 2006. Il finit sa carrière à Porto Rico (Puerto Rico Islanders en 2007, et sept ans plus tard, à l'Isabela SC (en) où il clôt définitivement sa carrière).

### Carrière en équipe nationale
Jorge Ramírez participe avec l'équipe olympique du Pérou au Tournoi pré-olympique de la CONMEBOL 1996. Devenu international, il compte trois sélections (aucun but marqué) en équipe du Pérou entre 1996 et 2001.

## Palmarès

### Collectif
| Espérance de Tunis - Championnat de Tunisie (1) : - 2001-02. |  | Sporting Cristal - Championnat du Pérou (1) : - Champion : 2005. |

### Individuel
Deportivo Wanka
- Championnat du Pérou :
  - Meilleur buteur : 2001 (21 buts).